# Elena Morozova
Elena Morozova (Unión Soviética; 15 de marzo de 1987) es una futbolista rusa. Juega como centrocampista y su equipo actual es el Kubanochka de la Liga Rusa

## Clubes
| Club              | País  | Año             |
| ----------------- | ----- | --------------- |
| Energiya Voronezh | Rusia | 2002 - 2003     |
| WFC Rossiyanka    | Rusia | 2004            |
| VDV Riazan        | Rusia | 2005            |
| WFC Rossiyanka    | Rusia | 2006 - 2012     |
| Zorky Krasnogorsk | Rusia | 2012 - 2014     |
| WFC Rossiyanka    | Rusia | 2015 - 2016     |
| Kubanochka        | Rusia | 2016 - presente |

## Títulos

### Campeonatos nacionales
| Título    | Club              | País  | Temporada |
| --------- | ----------------- | ----- | --------- |
| Liga Rusa | Energiya Voronezh | Rusia | 2002      |
| Liga Rusa | Energiya Voronezh | Rusia | 2003      |
| Liga Rusa | WFC Rossiyanka    | Rusia | 2006      |
| Liga Rusa | WFC Rossiyanka    | Rusia | 2010      |
| Liga Rusa | WFC Rossiyanka    | Rusia | 2012      |
| Liga Rusa | Zorky Krasnogorsk | Rusia | 2013      |
| Liga Rusa | WFC Rossiyanka    | Rusia | 2016      |
| Copa Rusa | WFC Rossiyanka    | Rusia | 2006      |
| Copa Rusa | WFC Rossiyanka    | Rusia | 2008      |
| Copa Rusa | WFC Rossiyanka    | Rusia | 2009      |
| Copa Rusa | WFC Rossiyanka    | Rusia | 2010      |